# Brioni
Brioni (Бріоні) — італійський виробник чоловічого одягу, що належить французькому холдингу Kering.
Шиє чоловічі костюми, шкіряну вироби, взуття, виробляє окуляри та парфуми.
Одяг продається по всьому світі через власні 46 аутлетів (1 у Києві) й мережі універмагів.
За рейтингом Лаксурі інституту у 2007 й 2012 роках Бріоні названо одним з найпрестижніших торгових марок чоловічого одягу у ЗДА.
Підприємство засновано 1945 року у Римі. Названо за колишніми італійськими островами Бріоні (хорватська назва Бріуни) біля західного берегу Істрії, що тепер належать до Хорватії. Патріотично налаштована італійська еліта з політиків, підприємців й акторів привернула увагу до Бріоні.
2012 року Бріоні було придбано французьким холдингом Kering.